# مؤسسه پژوهش‌های تصویری مرکز علوم درمانی تگزاس در سن‌آنتونیو

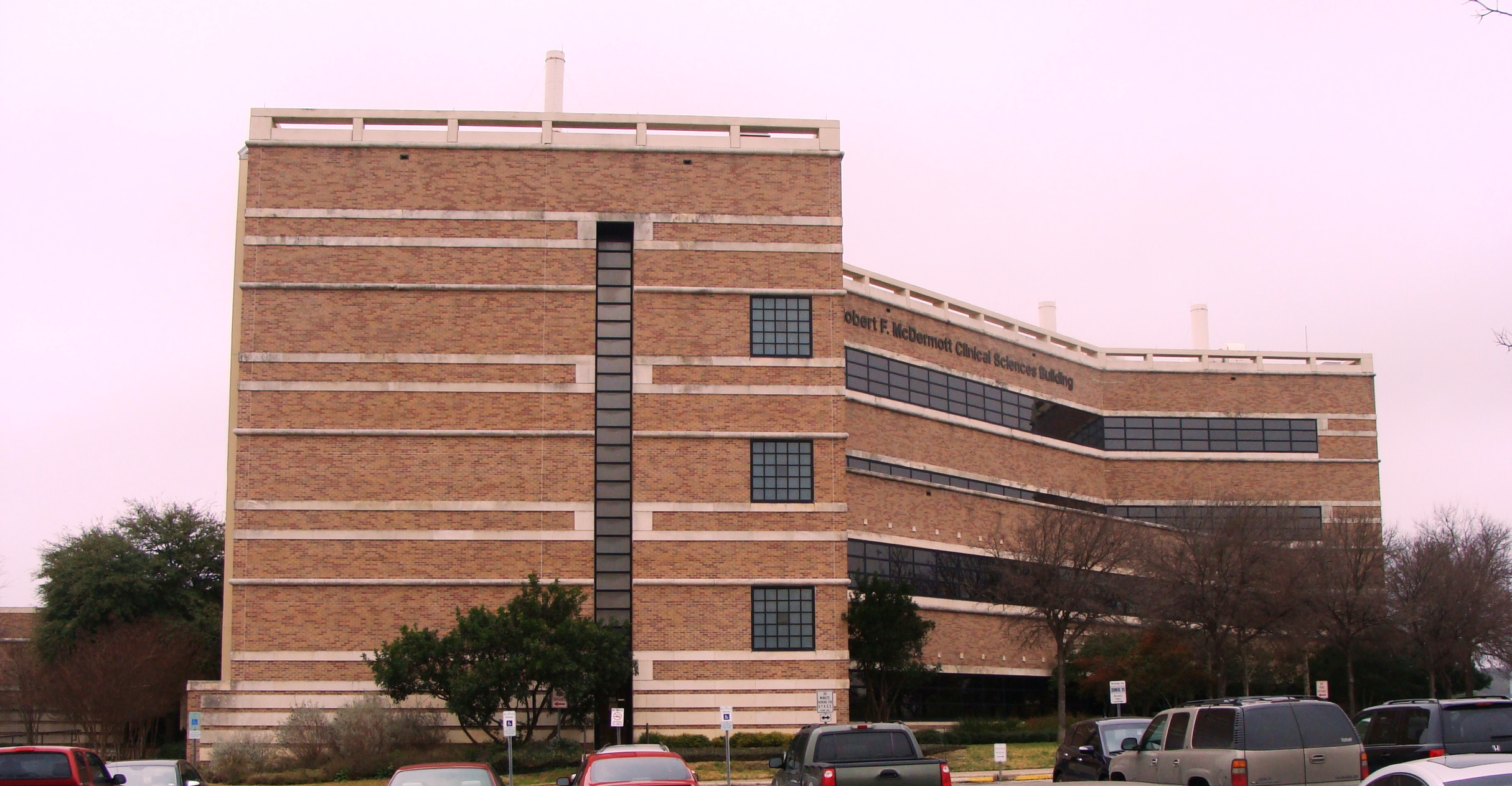
RII در سن آنتونیو تگزاس قرار دارد.

مؤسسه پژوهشهای تصویری (به انگلیسی: Research Imaging Institute) یا اختصاراً RII از مراکز برتر پژوهشی تصویری مغزی در ایالات متحده آمریکا است. این مرکز متعلق به مرکز علوم درمانی دانشگاه تگزاس در سن آنتونیو است.

## پیشینه
این مؤسسه با حمایت مالی منابعی چون وزارت دفاع ایالات متحده آمریکا و راس پرو (هدیه ۱۵ میلیون دلاری) ساخته شد.
ساختمان این مؤسسه در سال ۱۹۸۵ تکمیل شد.

## تجهیزات
در سال ۲۰۰۹، این مؤسسه دارای ۵ پویشگر تصویری ام آر آی ۳ تسلا، ۷ تسلا، و ۱۲ تسلا، دو پت اسکن، دو میکروپت، یک سی‌تی اسکن، و دو شتابدهنده (۱۷ و ۱۱ ام ای وی) می‌باشد. تخصص پژوهشی این مرکز، تصویرگیری از ناحیه مغز و بیماریها و تحقیقات تصویربرداری پزشکی مربوط به آن است.

## انتشارات
ژورنال هیومن برین مپینگ توسط متخصصین این مرکز ویرایش می‌شود.
نرم‌افزار تخصصی مانگو ساخت این مرکز است.

## نگارخانه

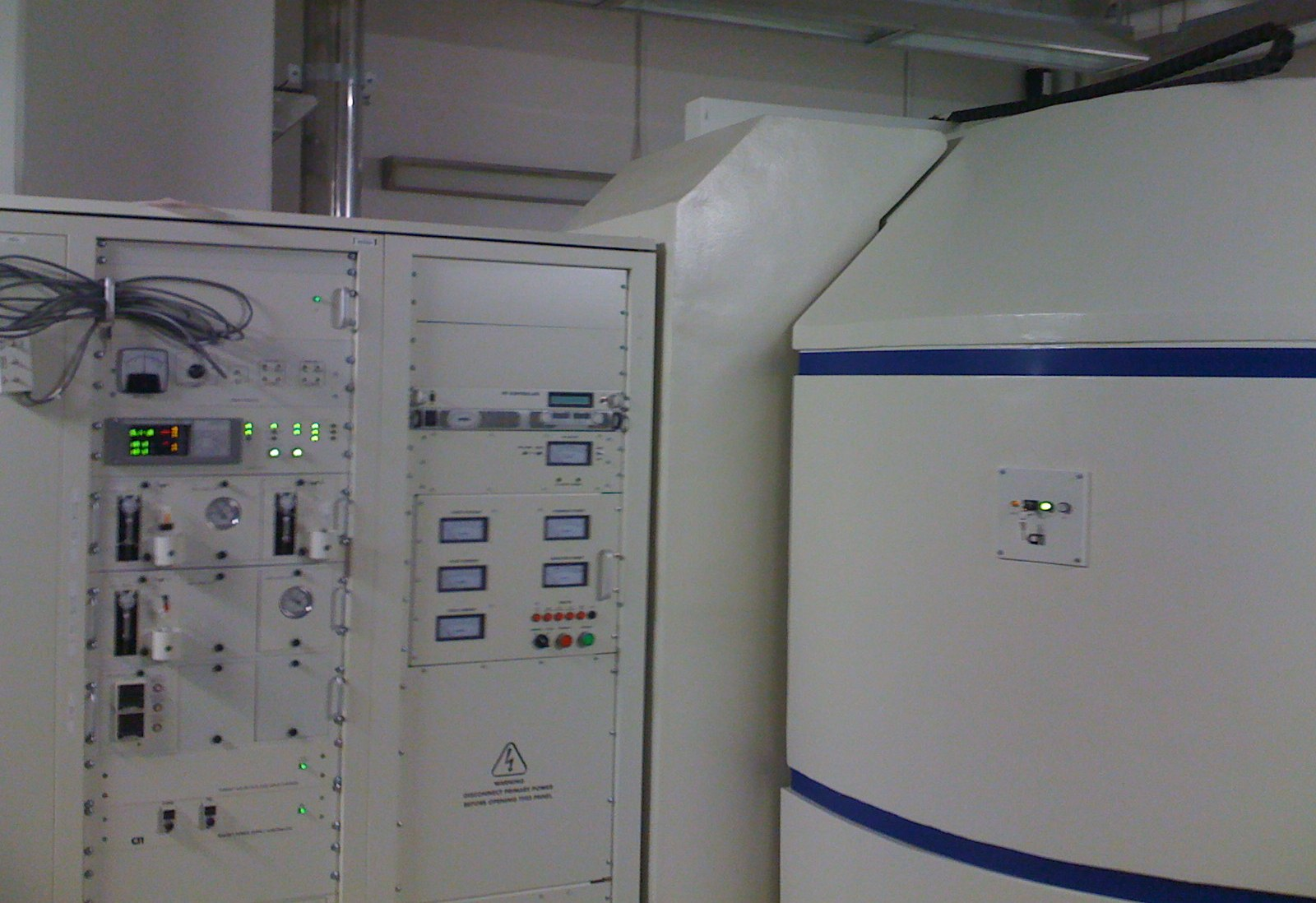
شتابدهنده ۱۷ ام‌ای‌وی تولیدکننده رادیوایزوتوپهایی همانند اف‌دی‌جی-۱۸ و اکسیژن-۱۵ است.
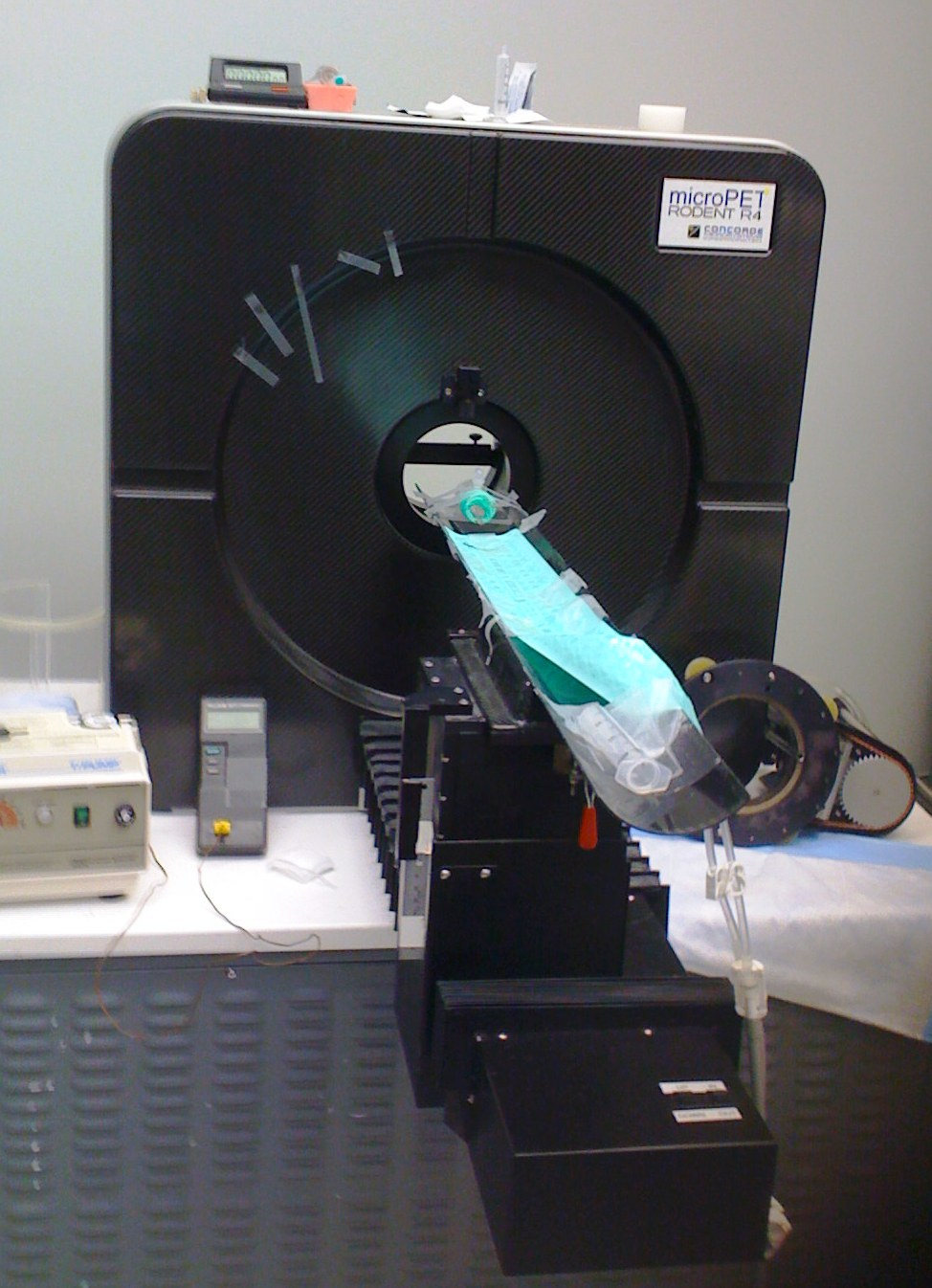
یک سیستم میکروپت
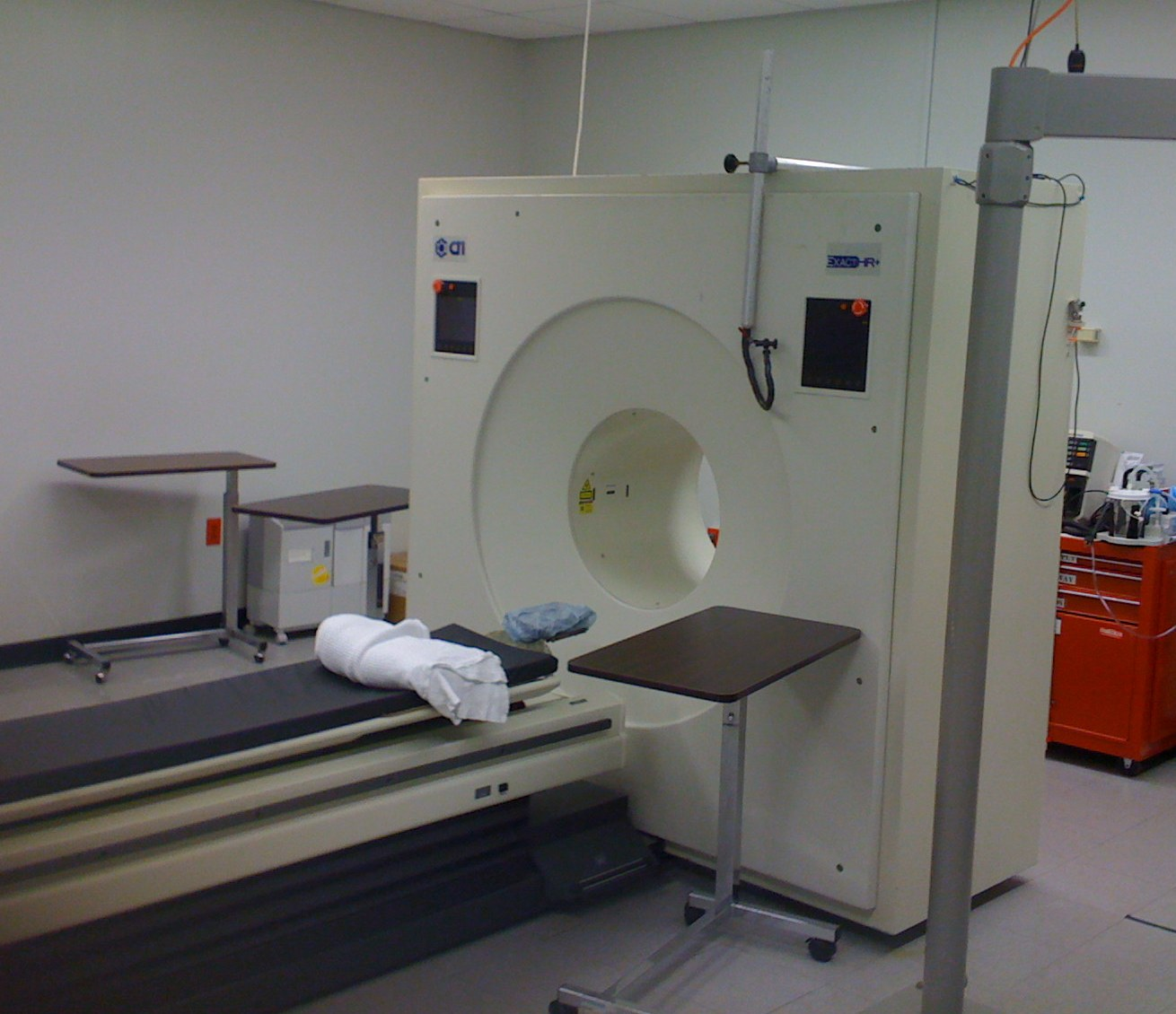
یکی از دو سیستم پت اسکن برای تحقیقات مغزی

## جستارهای مربوطه
- بیمارستان تحقیقاتی اطفال سنت جود